# 維查德羅
31°47′S 54°42′W / 31.783°S 54.700°W

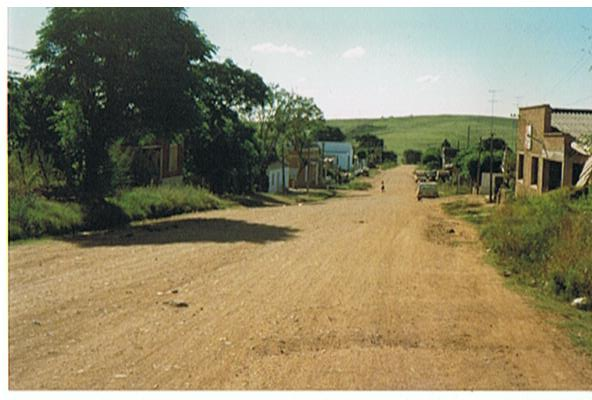

維查德羅（西班牙語：Vichadero），是烏拉圭的城鎮，位於該國東北部，由里韋拉省負責管轄，距離首府里韋拉131公里、梅洛100公里，海拔高度240米，該鎮建有機場，2011年人口3,698。